# Coniochaeta punctulata
Coniochaeta punctulata är en svampart som först beskrevs av Udagawa & Furuya, och fick sitt nu gällande namn av Dania García, Stchigel & Guarro 2006. Coniochaeta punctulata ingår i släktet Coniochaeta och familjen Coniochaetaceae.   Inga underarter finns listade i Catalogue of Life.